# سعد آل خيري
سعد آل خيري لاعب كرة قدم سعودي ، يلعب في الظهير الأيسر في نادي الوحدة.

## مسيرة اللاعب
بدأ مع الاتفاق و أعاره الاتفاق إلى نادي العروبة في عام 2016 لمدة 6 شهور وعاد بعدها إلى الاتفاق و أعير إلى نادي الباطن في عام 2020 و انتقل إلى نادي الوحدة في صيف 2022.

## روابط خارجية
- سعد آل خيري على موقع قاعدة بيانات كرة القدم.إي يو (الإنجليزية)
- سعد آل خيري على موقع Soccerway.com (الإنجليزية)